# Retiers
Retiers (bretonisch: Rester) ist eine französische Gemeinde mit 4553 Einwohnern (Stand: 1. Januar 2022) im Département Ille-et-Vilaine in der Region Bretagne; sie gehört zum Arrondissement Fougères-Vitré und zum Kanton La Guerche-de-Bretagne.
Die Einwohner werden Restériens und Restériennes genannt.

## Geographie
Durch die Gemeinde Retiers fließt die Ardenne. Im Osten der Gemeinde liegt der Forêt de la Guerche.
Der Ort hat einen Bahnhof an der Bahnstrecke Châteaubriant–Rennes.

### Nachbargemeinden
Umgeben ist Retiers von den Nachbargemeinden Marcillé-Robert im Norden, Visseiche, Arbrissel und Moussé im Nordosten, Drouges und Rannée im Osten, Forges-la-Forêt im Südosten, Martigné-Ferchaud im Süden, Coësmes im Südwesten sowie Le Theil-de-Bretagne im Norden und Nordwesten.

## Geschichte
Die Dolmen als Zeugnisse früherer Besiedlung des Gemeindegebietes werden in die Bronzezeit um 2000 bis 2500 vor Christus datiert.

### Bevölkerungsentwicklung
| Jahr          | 1962 | 1968 | 1975 | 1982 | 1990 | 1999 | 2006 | 2011 | 2020 |
| Einwohner     | 2878 | 3153 | 3331 | 3431 | 3306 | 3212 | 3530 | 3876 | 4503 |
| Quelle: INSEE |      |      |      |      |      |      |      |      |      |

## Gemeindepartnerschaften
Mit der polnischen Gemeinde Mieścisko in der Woiwodschaft Großpolen besteht eine Partnerschaft.

## Sehenswürdigkeiten
- Menhir, genannt Stein von Richebourg, seit 1977 als Monument historique klassifiziert
- Kirche und Platz Saint-Pierre, im 17. und 19. Jahrhundert errichtet

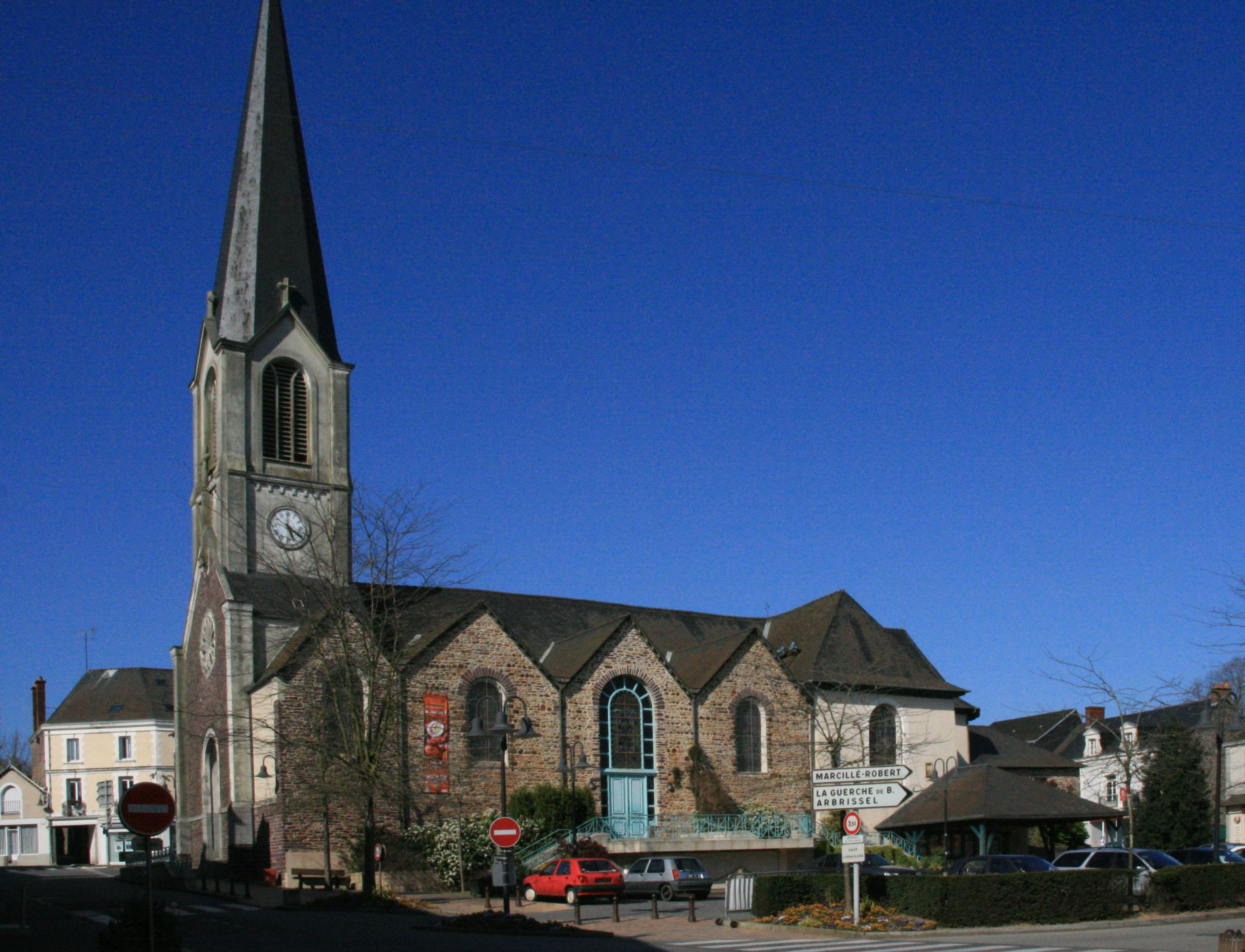
Kirche Saint-Pierre
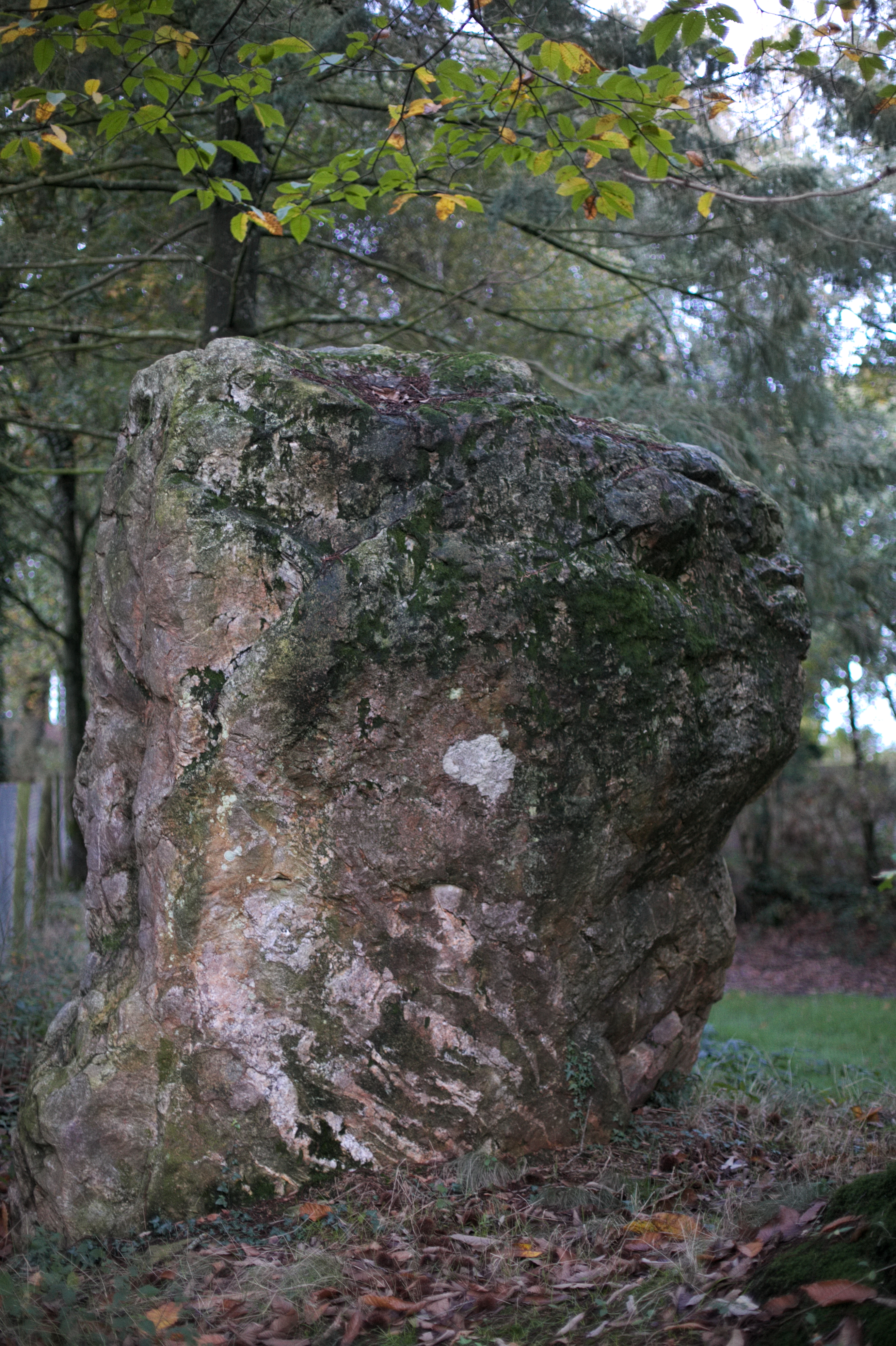
Stein von Richebourg